# Годфрі Валузімбі
Годфрі Валузімбі (англ. Godfrey Walusimbi, нар. 3 липня 1989, Кампала) — угандійський футболіст, що грає на позиції захисника за албанський клуб «Влазнія» та національну збірну Уганди.

## Клубна кар'єра
У футболі дебютував 2006 року виступами за команду «Вілла», в якій провів чотири сезони, взявши участь у 92 матчах чемпіонату. Більшість часу, проведеного у складі «Вілли», був основним гравцем захисту команди.
Згодом з 2010 по 2013 рік грав у складі команд «Бунамвая», «Дон Боско» із ДР Конго та «Вілла».
Своєю грою за останню команду привернув увагу представників тренерського штабу кенійського клубу «Гор Магія», до складу якого приєднався 2014 року. Відіграв за команду з Найробі наступні чотири сезони своєї ігрової кар'єри.
Протягом 2018—2019 років захищав кольори команди з ПАР «Кайзер Чіфс».
З 2019 року грає в албанському клубі «Влазнія».

## Виступи за збірну
2009 року дебютував в офіційних матчах у складі національної збірної Уганди. Протягом кар'єри у національній команді провів у її формі 105 матчів, забивши 3 голи.
У складі збірної був учасником Кубка африканських націй 2017 року у Габоні, Кубка африканських націй 2019 року в Єгипті.